# Drslavici
Drslavici či Drslavicové je jméno, které prvně použil František Palacký k označení příslušníků šlechtických rodů původem ze západních a jihozápadních Čech, jejichž předkem byl Drslav či Držislav. Jednalo se o dva rozrody různého erbu, z nichž jsou nyní většinou za „pravé“ Drslavice označováni páni erbu polotrojříčí (Švihovští z Rýzmberka a Černínové). Za „nepravé“ Drslavice jsou označovány rody používající v erbu šikmé pruhy (páni z Potštejna a Litic a jejich příbuzní), kteří se později usadili i ve východních Čechách, a to přestože právě jejich předek je prvním doloženým nositelem jména Drslav v západních Čechách. 

## Původ rodu
Nejstarší známí předkové rodů erbu polotrojříčí jsou bratři Drslav či Držislav, Břetislav a Černín, kteří jsou doloženi na přelomu 12. a  13. století. Držislav, který je pravděpodobně předkem pánů z Dolan, zemřel na křížové výpravě. Černín patřil k přátelům Přemysla Otakara I. a byl jeho nejvyšším komorníkem, ale později jeho přízeň ztratil a byl v roce 1212 vypovězen ze země. Břetislavův syn Děpolt založil hrad Rýzmberk. Od kterého z předků pocházejí Černínové, není příliš jasné.
Předkem druhého rozrodu byl Drslav, v letech 1160–1165 kastelán plzeňského hradu. Jeho syn Oldřich ze Žinkov, který zemřel roku 1192 v Palestině za třetí křížové výpravy, byl jedním z prvních českých šlechticů užívajících predikát. Dalším rodovým sídlem byly Litice a Drslavův pravnuk Půta pak založil hrad Potštejn. Někteří příslušníci rodu pánů z Potštejna a Litic se později přestěhovali do východních Čech, kde založili stejnomenné hrady (Litice, Potštejn). Zde se také oddělily samostatné linie pánů z Častolovic a pánů z Dobrušky a Opočna.

## Erb
Erb Drslaviců se nazývá polotrojříčí – modré pruhy značí řeky Otavu, Úhlavu a Vltavu. Zlatou čarou svisle rozdělený (heraldicky polcený/půlený) štít byl vlevo (heraldicky vpravo) červený , v pravé (heraldicky levé) polovici štítu byly tři vodorovné modrobílé pruhy. Obdobný erb s jinými barvami používají hrabata Černínové z Chudenic a Stachové z Hrádku. Drslavici druhého rozrodu měli ve znaku na červeném štítu tři stříbrná břevna pošikem.

## Rody pocházející z Drslaviců (erbu trojříčí)
Nejvýznamnějšími rody byli Švihovští z Rýzmberka a později Černínové z Chudenic. Předkem pánů z Rýzmberka byl Děpolt, který v letech 1279-1282 zastával úřad nejvyššího komořího a postavil hrad Rýzmberk. Jeho synové založili další větve rodu, z nichž hlavní byla pošlost skalská (podle hradu Skála), která se po svém novém sídle nazývala Švihovští z Rýzmberka. Vymřeli po meči roku 1720.
Z dolanské větve pocházeli Výrkové z Rýzmberka a vladykové ze Svrčovce a z Bystřice. Dalšími příbuznými rody z nižší šlechty byli  vladykové ze Vřeskovic a jejich odnož vladykové ze Schonangeru (Racek ze Schonangeru se proslavil jako válečník proti pohanským Litevcům roku 1385 a na hranicích Chorvatska u Dunaje roku 1392), páni z Kánic, vladykové z Malesic, Uličtí z Ulic, Polákové ze Sulislavi, Mnichové z Blahoust u Stříbra, Sulkové a Stachové z Hrádku.
U Černínů z Chudenic sledovatelný rodokmen začíná až v polovině 14. století. Zpočátku šlo o nepříliš významný rod sídlící na tvrzi v Chudenicích. Od 15. století však získávali Černínové další statky a rozdělili se na několik větví. Zbohatli, byli povýšeni do panského stavu a dosáhli hraběcího titulu. Potomci nedrahovické větve dosud žijí. 